# پیام هوگارت

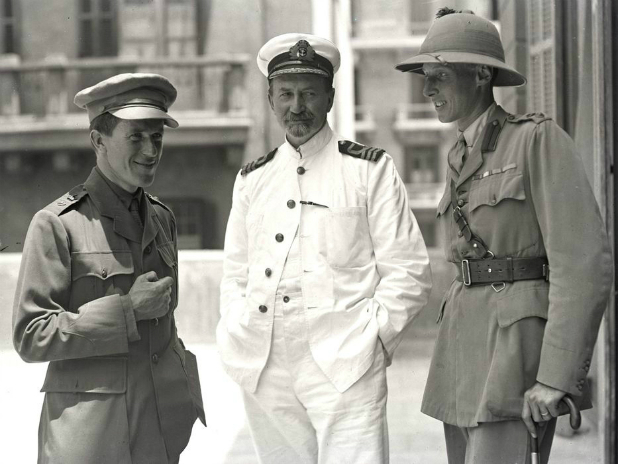
توماس لارنس، دیوید هوگارت و سرهنگ داونی در دفتر عربی وزارت خارجه بریتانیا، قاهره. ۱۹۱۸ میلادی.

پیام هوگارت پیامی بود که در ژانویه ۱۹۱۸ از سوی فرمانده دیوید هوگارت، رئیس دفتر عربی بریتانیا در قاهره، به حسین بن علی، شریف مکه، پس از درخواست حسین برای توضیح دربارهٔ بیانیه بالفور ارسال شد.
هوگارت به جده اعزام شد تا نامه ای را که سر مارک سایکس از طرف دولت بریتانیا نوشته بود، تحویل دهد.

## پیام
این پیام به حسین اطمینان داد که
«(۱) متفقین مصمم هستند که به قوم عرب فرصت کامل داده شود تا یک بار دیگر ملتی را در جهان تشکیل دهند. این تنها با اتحاد خود اعراب محقق می‌شود و بریتانیای کبیر و متحدانش سیاستی را با در نظر گرفتن این وحدت نهایی دنبال خواهند کرد.

 «(۲) تا آنجا که به فلسطین مربوط می‌شود، ما مصمم هستیم که هیچ ملتی تابع دیگری نباشد، اما
الف) با توجه به اینکه در فلسطین زیارتگاه‌ها، موقوفه‌ها و اماکن مقدسی وجود دارد که در برخی موارد فقط برای مسلمانان، فقط برای یهودیان یا تنها برای مسیحیان، و در بعضی موارد دیگر برای دو یا هر سه مقدس است، مورد توجه توده‌های وسیعی از مردم خارج از فلسطین و شبه‌جزیره عربستان است، باید نظام خاصی در رابطه با با این مکان‌ها وجود داشته باشد که مورد تأیید جهان باشد.
ب) در مورد مسجد عمر که مورد نگرانی مسلمین تلقی می‌شود و به‌طور مستقیم یا غیرمستقیم تابع هیچ مرجع غیر مسلمانی نخواهد بود.
(۳) از آنجایی که نظر یهودیان جهان به نفع بازگشت یهودیان به فلسطین است و از آنجایی که این عقیده باید یک عامل ثابت باقی بماند، و همچنان که دولت اعلیحضرت به نفع تحقق این آرمان است، دولت اعلیحضرت مصمم هستند تا جایی که با آزادی جمعیت موجود اعم از اقتصادی و سیاسی سازگار است، هیچ مانعی در راه تحقق این آرمان قرار نگیرد.

 در این رابطه، دوستی یهودیان جهان با آرمان عربی معادل حمایت در همه کشورهایی است که یهودیان در آنها نفوذ سیاسی دارند. رهبران جنبش مصمم هستند که با دوستی و همکاری با اعراب موفقیت صهیونیسم را به ارمغان بیاورند و چنین پیشنهادی را نمی‌توان به سادگی کنار گذاشت.

## تفسیر
این پیام تا سال ۱۹۳۹ به‌طور رسمی منتشر نشد. پس از انتشار، در شهادت مالکوم مک‌دونالد، وزیر امور خارجه مستعمره‌ها، به کمیسیون دائمی مأموریت‌ها به منظور تفسیر بحث‌برانگیز معنایی که در جلسات قبلی به شرایط قیمومیت داده شده بود، استفاده شد. 
فریدمن و کدوری استدلال می‌کنند که حسین اعلامیه بالفور را پذیرفت در حالی که چارلز دی. اسمیت استدلال می‌کند که فریدمن و کدوری هر دو اسناد را نادرست معرفی می‌کنند و استانداردهای علمی را نقض می‌کنند تا به نتایج خود برسند. هوگارت گزارش داد که نه‌تنها حسین «یک کشور مستقل یهودی در فلسطین را نمی‌پذیرد، نه به من دستور داده شده بود که به او هشدار دهم که چنین دولتی توسط بریتانیای کبیر در نظر گرفته شده‌است».
قرارداد محرمانه سایکس-پیکو در اواخر نوامبر سال قبل(۱۹۳۸ میلادی) در مطبوعات بریتانیا فاش شده بود و در پاسخ به سؤال حسین، انگلیسی‌ها در ۸ فوریه نامه باست را ارسال کردند. این کشور خواستار حاکمیت اعراب نبود، اما توافق فرانسه و انگلیس خواستار «حکومتی با یک رئیس عرب» در مناطق A و B و «یک اداره بین‌المللی که شکل آن پس از مشورت با روسیه تعیین می‌شود» و متعاقباً با مشورت سایر متحدان و نمایندگان شریف مکه در ناحیه قهوه‌ای آن (فلسطین کوچک شده) بود.

## یادداشت
1. ↑  در مورد تفسیر، در ژانویه ۱۹۱۸، دولت بریتانیا در «پیام هوگارت» به ملک حسین اطمینان داد که آرزوهای یهودیان برای بازگشت به فلسطین «تا آنجا که با آزادی اقتصادی و سیاسی جمعیت موجود سازگار باشد، محقق خواهد شد» اما این تفسیر تا سال ۱۹۳۹ به‌طور رسمی در اختیار کمیسیون صلاحیت‌های دائمی قرار نگرفت و برای کل کمیسیون نیز قابل قبول نبود.[۴]